# Pazim
Das Pazim in Stettin ist ein Hochhaus in Polen. Es wurde in den Jahren von 1990 bis 1992 erbaut. Der größte Mieter ist die Reederei Polska Żegluga Morska, die hier ihren Hauptsitz hat. In dem Komplex befinden sich auch ein Hotel sowie zahlreiche Banken und andere gewerbliche Mieter. Die Dachhöhe beträgt 92 m und die Gesamthöhe 128 m. Seit 1992 ist es das höchste Hochhaus in Stettin. Im 22. Stockwerk befindet sich ein öffentlich zugängliches Panoramacafe. Die Aussicht erstreckt sich auf die Innenstadt von Stettin und den Dammschen See.